# Anacamptodon compactus
Anacamptodon compactus är en bladmossart som beskrevs av William Russell Buck 1980. Anacamptodon compactus ingår i släktet Anacamptodon och familjen Fabroniaceae. Inga underarter finns listade i Catalogue of Life.